# Trolejbusy w Chimkach
Trolejbusy w Chimkach – system trolejbusowy funkcjonujący w mieście Chimki w obwodzie moskiewskim oraz w Moskwie, w Rosji. Został uruchomiony 24 kwietnia 1997 r. Operatorem jest przedsiębiorstwo Chimkielektrotrans. 

## Linie
W czerwcu 2020 r. system trolejbusowy w Chimkach składał się z linii nr 1 kursującej w granicach Chimek oraz dwóch linii międzymiastowych 202 i 203 z Chimek do stacji metra Płaniernaja w Moskwie. Na terenie Moskwy położone są cztery przystanki trolejbusowe, w tym pętla Mietro Płaniernaja. System nie miał połączenia z moskiewskimi trolejbusami.
Stan z 11 czerwca 2020 r.
| Linia | Trasa                                   |
| ----- | --------------------------------------- |
| 1     | Ulica Drużby ↔ Stadion „Rodina”         |
| 202   | Ulica Drużby ↔ Mietro „Płaniernaja”     |
| 203   | Stadion „Rodina” ↔ Mietro „Płaniernaja” |

## Tabor
Stan z 10 czerwca 2020 r.
| Zdjęcie        | Typ            | Eksploatacja od | Liczba |
| -------------- | -------------- | --------------- | ------ |
|                | ZiU-9          | 1993            | 23     |
|                | Trolza-5265.00 | 2013            | 2      |
|                | WMZ-5298-01    | 2015            | 2      |
|                | Trolza-5265.02 | 2018            | 1      |
|                | Trolza-5265.08 | 2018            | 1      |
| Łączna liczba: | Łączna liczba: | Łączna liczba:  | 30     |